# 于田万方机场
于田萬方机场是一個中國機場，位於新疆維吾爾自治區于田縣。

## 历史
2016年7月12日，于田万方机场选址报告获得中国民用航空局批复。2020年8月1日，机场跑道全线贯通。2020年12月7日，机场试飞成功。2020年12月26日，机场正式通航。于田万方机场航站楼面积3010平方米，民航站坪设6个C类机位；跑道长3200米，宽45米；可满足年旅客吞吐量18万人次、货邮吞吐量400吨的使用需求。
自2023年1月1日至10月29日，于田万方机场旅客吞吐量就突破16万人次，较2022年同期增长304.4 %、2021年同期增长69.8%，2023年全年有望突破18万人次。

## 航點
| 航空公司     | 目的地               |
| ------------ | -------------------- |
| 华夏航空     | 库尔勒、喀什         |
| 乌鲁木齐航空 | 乌鲁木齐、深圳、广州 |
| 中国南方航空 | 乌鲁木齐、北京大兴   |
| 春秋航空     | 上海虹桥、乌鲁木齐   |
| 成都航空     | 博乐、伊宁           |